# Enrouleur
 (septembre 2015).

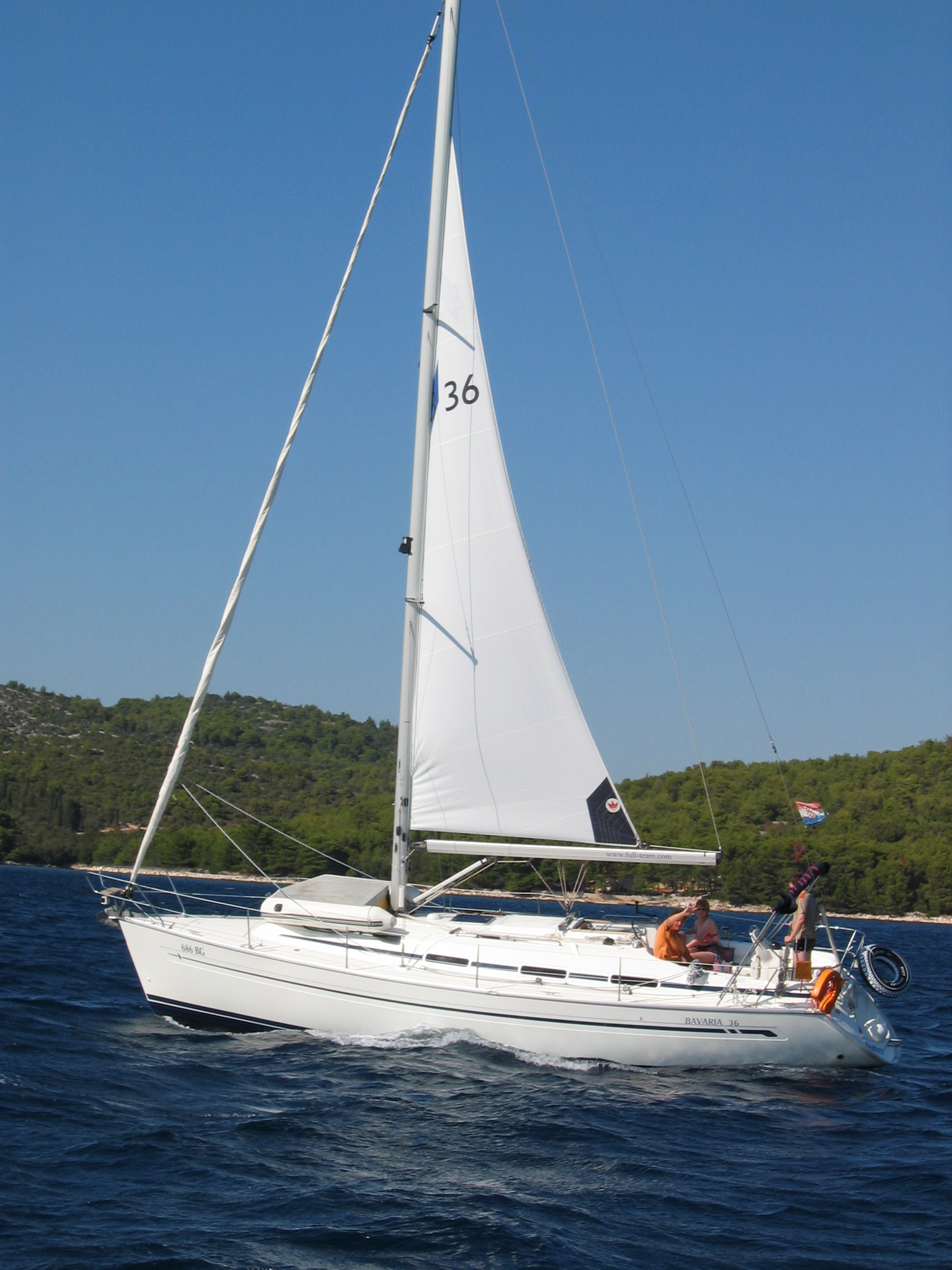
Voilier équipé d'un enrouleur de génois et d'un enrouleur de grand-voile (dans le mât)

Sur un voilier, un enrouleur est un dispositif permettant d'enrouler une voile, soit pour en réduire la surface afin de l'adapter à la force du vent (enrouleur), soit pour la ranger complètement enroulée (ferlée). Une variante, nommée emmagasineur, fonctionne uniquement sur le principe du « tout ou rien », et concerne les voiles qui ne peuvent être réduites, comme le gennaker.
En navigation, il est nécessaire d'adapter la voilure à la force du vent : un vent plus fort nécessite une voile plus petite (moindre surface), plus solide (grammage plus fort) et plus plate (moindre creux). La solution la plus ancienne est de disposer d'une garde-robe de plusieurs voiles adaptées chacune à une force de vent et éventuellement une allure différente (pour la voile d'avant : génois, focs, tourmentin, etc), ou de réduire la surface de la voile par un système de prise de ris. Un enrouleur de voile permet d'utiliser pratiquement la même voile quelle que soit la force du vent, avec un réglage précis de sa surface. La contrepartie est que la forme (le creux) et le grammage de la voile portée par l'enrouleur résulte d'un compromis qui n'est pas complètement satisfaisant ni par vent fort ni par vent faible. Se passer d’enrouleur et changer de voile d’avant selon les conditions reste donc un choix pertinent.
Il existe des enrouleurs de voile d'avant et des enrouleurs de grand-voile ; si leur principe de conception est similaire (enroulement de la voile autour d'un tube rigide grâce à un bout), les fonctionnements des différents types d'enrouleur comportent des différences notables.

## Enrouleur de voile d'avant

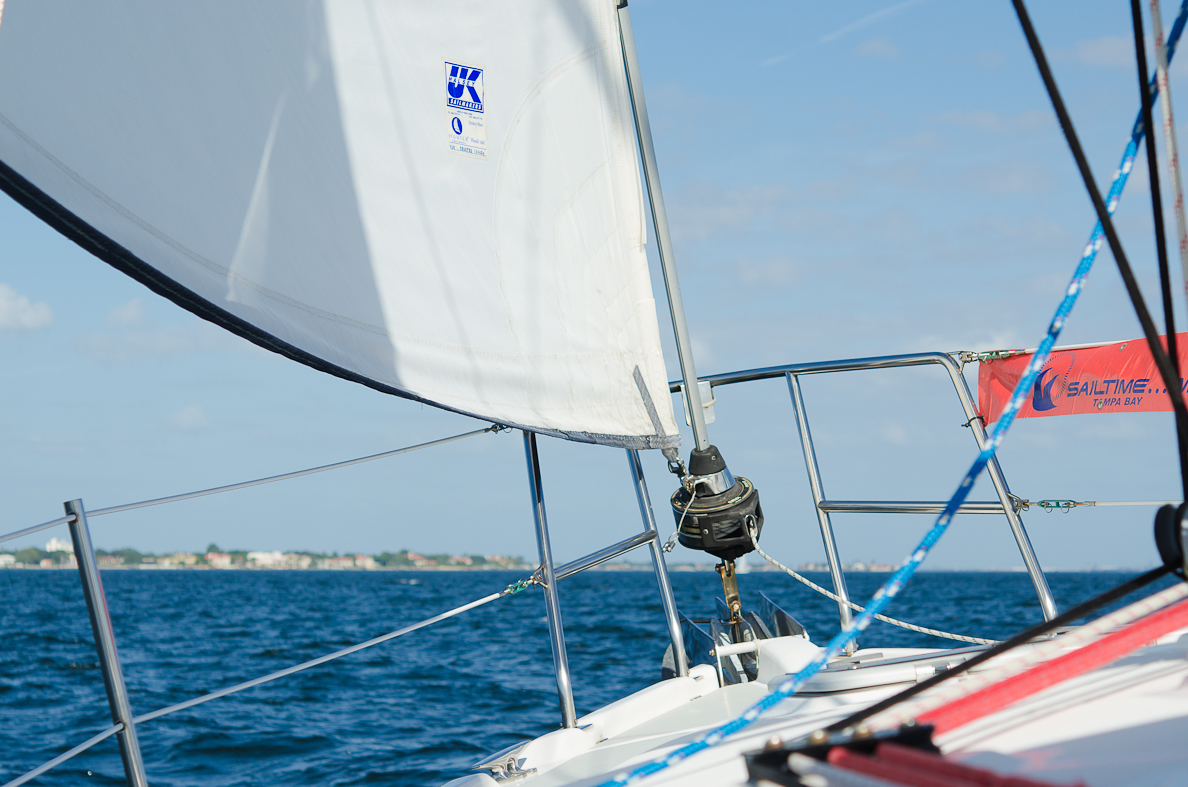
Voile d'avant déroulée, tambour de l'enrouleur

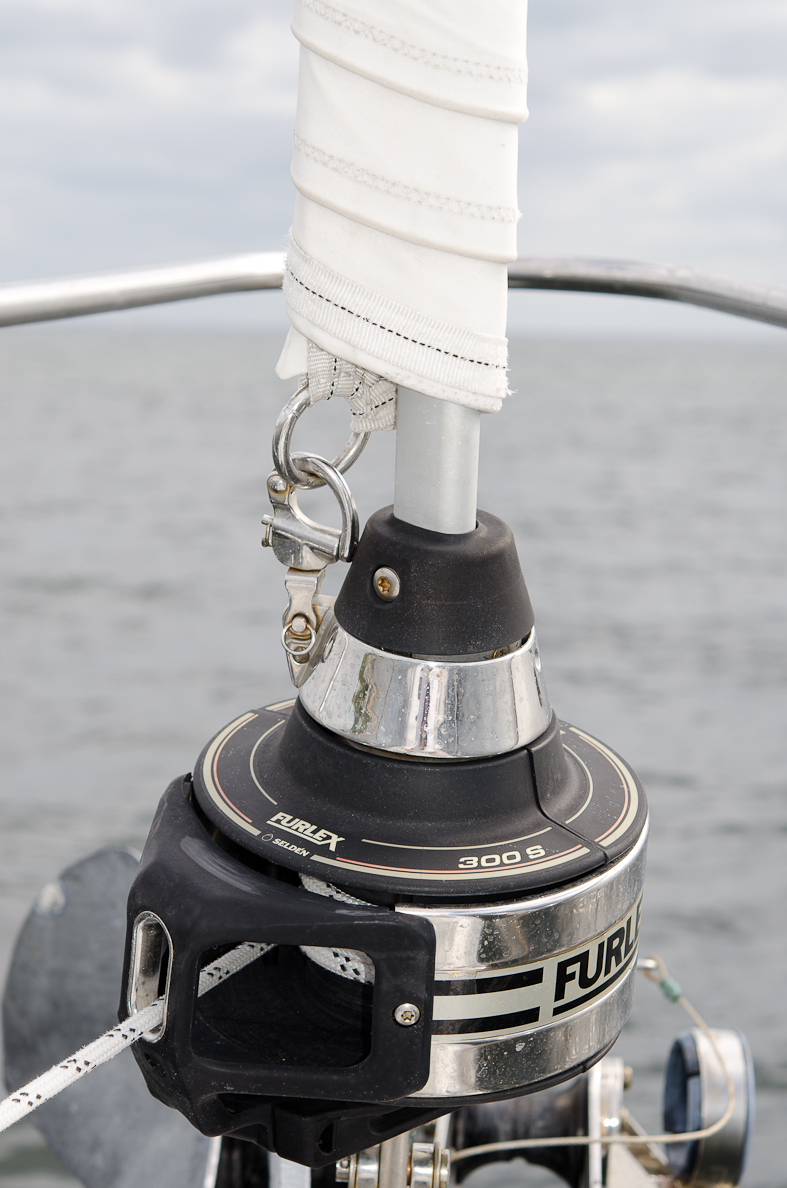
Tambour de l'enrouleur de voile d'avant

L'enrouleur est constitué d'une partie tournante et de deux parties fixes :
- la partie tournante est constituée par un tube en métal léger qui entoure l'étai et sur lequel s'enroule la voile. Le tube se termine dans sa partie inférieure par un tambour et une pièce sur laquelle se fixe le point d'amure de la voile et dans sa partie supérieure par une pièce sur laquelle se fixe le point de drisse de la voile (la têtière) ainsi que la drisse ;
- la partie fixe est constituée en haut au niveau de la tête de mât par une pièce solidaire de l'étai et en bas (au niveau du point d'amure) par une pièce solidaire du pont du bateau. La partie mobile tourne dans les parties fixes.

L'enrouleur de la voile d'avant est contrôlé par un cordage nommé bosse d'enrouleur, qui est fixé sur le tambour de l'enrouleur. Le bout libre de la bosse est ramené vers le cockpit ; quand on tire sur la bosse, on enroule la voile autour du tube de l'enrouleur. Quand on tire sur l'une des écoutes de la voile d'avant, on la déroule, la bosse s'enroulant alors autour du tambour.
Ce mécanisme, relativement simple, a permis la généralisation des enrouleurs de voile d'avant sur les voiliers de cabotage ou de croisière. La voile d'avant prend alors le nom de génois sur enrouleur (GSE). Sur un cotre, la trinquette peut également être sur enrouleur.

## Enrouleur de grand-voile
Il permet la réduction de surface de la grand-voile sans utiliser de prise de ris, la grand-voile est alors exempte de bosses de ris. Il en existe deux types :
- le mat à enrouleur: la voile est enroulée dans le mât ;
- la bôme à enrouleur : la voile est enroulée dans la bôme.

Les mâts ou bômes à enrouleur sont beaucoup moins fréquents que les enrouleurs de voiles d'avant, surtout sur les petites unités (moins de 8m). En effet, mécaniquement plus complexes, ils sont aussi plus chers et rendent plus difficile la maîtrise du creux de la voile quand sa surface diminue. Ils facilitent cependant la navigation en équipage réduit et permettent un réglage fin de la surface de la voile.

### Mât a enrouleur

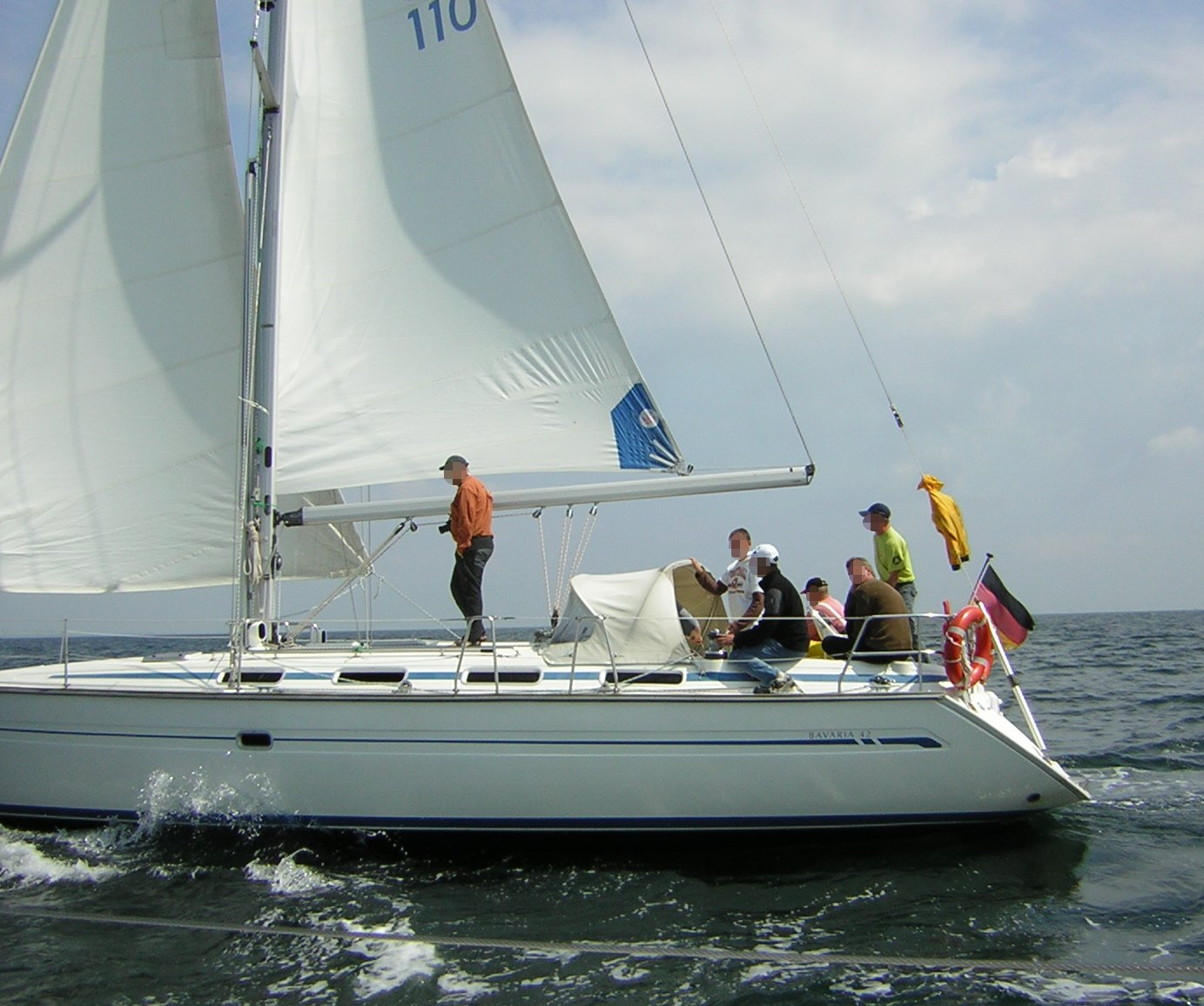
Grand-voile partiellement enroulée à l'intérieur du mat

Un tube d'enroulement est situé à l'intérieur du mat (les enrouleurs rapportés à l'extérieur du mât ont quasiment disparu). Ce tube est prolongé au-dessous du niveau de la bôme par une vis dans laquelle s'enroule un bout dont l'autre extrémité est ramenée au cockpit et qui permet d'enrouler la voile. Un autre bout est fixé sur le point d'écoute de la voile, passe dans une poulie mobile sur la bôme, pour être ramené au cockpit ; en bordant ce second bout, on déroule la voile. Ces deux bouts de réglage sont donc actionnés en sens inverse quand on change la surface de la voile.
Parmi les inconvénients de ce système, on peut citer : une voile plus petite que la voile d'origine, l'impossibilité d'utiliser une voile lattée. On a aussi signalé que si, par suite d'une fausse manœuvre ou de la voile endommagée par exemple, un blocage empêche la grand-voile de s'enrouler dans le mât, le navigateur peut être mis dans une situation délicate.

### Bôme à enrouleur
Héritier des anciennes bômes à rouleau, le mécanisme moderne enroule la grand-voile dans un mandrin situé à l'intérieur de la bôme et muni d'un tambour où s'enroule le bout de contrôle. Ce bout d'enroulement ainsi que la drisse de grand-voile sont ramenés au cockpit et permettent de régler, en opposition, la surface de la grand-voile. Un profil ajouté au mât guide le mouvement vertical de la voile lors des réglages.
L'avantage de ce système sur le précédent est son moindre coût (car installé sur la bôme plus petite que le mât), sa meilleure répartition des poids (centre de gravité plus bas), son maintien de toute la surface de grand-voile qui peut être lattée, et enfin, la meilleure accessibilité du mécanisme en cas de problème. Le principal inconvénient est lié à la nécessité d'un enroulement parfait de la voile : il faut que la bôme soit maintenue horizontale lors de l'enroulement (avec un hale-bas rigide en général) et que la voile soit parfaitement taillée pour l'enrouleur. Ce système apparaît finalement plus intéressant que le mat à enrouleur.